# Edificio Seguros Orinoco
El Edificio Seguros Orinoco es una torre de oficinas ubicada en la parroquia La Candelaria del municipio Libertador de Caracas, Venezuela. Fue diseñada por José Miguel Galia y Adolfo Maslach, siendo completada en 1971. En su momento, fue uno de los íconos de la arquitectura financiera en el casco histórico de la ciudad.

## Historia
El edificio fue proyectado como sede de Seguros Orinoco, y la primera versión de su diseño contemplaba una estructura de hormigón volumétrico en forma de pirámide invertida. Este primer boceto fue descartado luego del terremoto de Caracas de 1967, cuyos efectos obligaron a repensar las consideraciones estructurales de ésta y de los demás proyectos en el país. El segundo boceto, que sería el definitivo, cambiaba a una estructura de envigados ortogonales complementada con cerramientos prefabricados de hormigón con revestimiento de ladrillo caravista.
El lugar escogido para su realización fue en el ángulo noreste de la esquina de Socarrás, en el cruce de la Avenida Fuerzas Armadas con la Avenida Este 2. Su construcción comenzó en 1969 y fue finalizada e inaugurada en 1971. Una vez terminado, su diseño marcaba un notorio contraste con los demás edificios de la zona por su imponente masa y por las secuencias positivo-negativas de su fachada. Su estilo moderno también estuvo pensado como una manera para representar a una empresa que recién comenzaba su proceso de expansión.
Al ser completado, se convirtió en una de las referencias del avance técnico venezolano en materia de construcción, así como se destacaba su trabajo de la fachada en ladrillo. Tanto el edificio como sus realizadores fueron galardonados con el Premio Nacional de Arquitectura, en 1973.
En 1994, la empresa solicitó una expansión en su ala norte, la cual se ejecutó con la misma estética del original, respetando así su armonía.
Luego de que el Grupo Seguros Orinoco quebrara y la compañía de seguros fuera adquirida por Seguros Mercantil y absorbida por este último, decretando su liquidación; el edificio pasó a manos del Estado venezolano, convirtiéndose en sede de las oficinas administrativas de la Corporación Venezolana de Alimentos.
En 2015, una maqueta hecha en madera de la edificación formó parte de una exposición dedicada a la arquitectura latinoamericana de la segunda mitad del siglo XX en el Museo de Arte Moderno de Nueva York.

## Características
El edificio está compuesto por una planta baja levantada casi un metro encima del suelo, dos mezzaninas y diez pisos, siendo coronado por tres niveles adicionales. Los tres niveles inferiores ocupan toda la parcela, a diferencia de la torre que se desmaterializa. Los arquitectos decidieron dejar las vigas y las columnas al descubierto. El acceso se produce a través de una puerta-reja tridimensional hecha por Carlos González Bogen. Además, los pisos de las zonas públicas y de la escalera fueron hechos con mármol travertino.